# Klinička smrt
Klinička smrt (engl. near-death experience ili skraćeno NDE) predstavlja reverzibilni prestanak respiracije, cirkulacije i moždane aktivnosti. Brzom lekarskom intervencijom – odgovarajućom kardiopulmonalnom reanimacijom moguće je ponovo uspostaviti vitalne funkcije i omogućiti normalan nastavak života.  To stanje ne predstavlja kortikalnu smrt,  jer je moguće preživljavanje, i može trajati dugi niz godina, te se u zakonskom smislu i ne smatra moždanom smrću. Period trajanja ovog stanja do terminalne smrti, sa izuzetkom retkih slučajeva, u proseku traje ne više od 3—4 minuta, maksimalno 5—6 minuta (sa početnom niskom ili normalnom telesnom temperaturom) i nesigurnim znacima smrti.
Danas se smatra se da je iskustvo kliničke smrti i transkulturalan fenomen koji ima karakteristike koje su zajedničke svim društvima i starosnim grupama. Iskustvo kliničke smrti može se shvatiti preko nekoliko psiholoških teorija — kao simptom depersonalizacije, kao odbrana od straha od smrti, kao sindrom lažnog sećanja, kao sećanje na sopstveno rođenje i kao stanje autoskopije.

## Istorijat NDE
Od antičkih legendi do današnjih dana dobro su poznata i u literaturi opisana različita iskustva kliničke smrti. Ovu oblast najviše je istraživo Bruceu Greysonu, kao i iskustva iz kliničke smrti kao afektivno snažnog psihološkog doživljaja sa transcendentnim i mističnim elementima koji se javljaju kod ljudi na samrti ili u situacijama izuzetno jakog psihološkog stresa ili traume.

## Opšta razmatranja
Prema Medicinskoj enciklopediji — smrt je stanje organizma koje nastaje nakon prestanka životnih funkcija, prvenstveno funkcija centralnog nervnog sistema, kardiovaskularnog i respiratornog sistema. Međutim, bez obzira što je dijagnoza totalne biološke smrti morfološki i funkcionalno najčešće jasna, u kliničkoj je smrti  moguće ostvariti reverzibilnost. To znači da u čovekovom organizmu, u tkivu i organima još postoje određene životne rezerve, pa je moguća njegova revitalizacija i ponovno produženje života. Zato je teško povući oštru granicu između dve komplementarne faze koje se međusobno isključuju: života i smrti.
Prema američkom lekaru Bruceu Greysonu, koji je najviše pisao na temu iskustva kliničke smrti, ovaj fenomen se  definiše kao — afektivno snažan psihološki doživljaj s transcendentnim i mističnim elementima koji se javljaju prilikom osećaja nadolazeće smrti ili u situacijama jake telesne ili psihološke opasnosti.
Iako se danas, mnogi autori slažu u tome da postoje jasni elementi/karakteristike iskustva kliničke smrti, deo naučnika, to osporava i smatra da je to iskustvo zapravo diskretan, lični fenomen koji kod svakog pojedinačno ima svoje specifičnosti. Vremenom je ipak, prevladalo mišljenje da se NDE sastoji od veoma sličnih pojavnih oblika. 
Pet stadijuma u razvoju iskustva o kliničkoj smrti
U svom istraživanju na 102 osobe koje su preživele iskustvo kliničke smrti, Kenneth Ring je zaključio da postoji pet stadijuma iskustva kliničke smrti. 
Prvi stadijum  — saznanje da je osoba umrla. To saznanje ispitanici ne vezuju uz bolest ili bol, nego uz osećaj konačno postignutog unutrašnjeg mira. 
Drugi stadijum — vezuje se uz različite autoskopske doživljaje koji idu sve do osećaja izvantelesnog iskustva (engl. out of body experience). 
Treći stadijum — označava tranziciju: izlazak iz života i ulazak u svet tame, što se često ponavlja u obliku putovanja kroz mračni tunel. 
Četvrti stadijum — karakteriše jaka svetlost na kraju tunela koja se uglavnom doživljava kao pozitivno iskustvo (npr poistovećuje se s bezgraničnom ljubavi, početkom novoga života i sl.). 
Peti stadijum — je nastavak četvrtog, i u njemu se naglašava lepota misteriozne svetlosti ali i pojava druge boje i osećaj pridone slikovitosti u kasnijem emocionalnom značenju tog doživljaja.

### Razlika između kliničke i moždane smrti
U slučaju kada hipoksija mozga traje duže, kao posledica ishemije i prekida cirkulacije (trauma, trovanje, produžena reanimacija), nastaje oštećenje ganglijskih ćelija moždane kore i posledičnog trajnog gubitka svesti u vidu perzistentne kome, uz očuvano funkcionisanje disanja i krvotoka. To stanje predstavlja kortikalnu smrt i može trajati dugi niz godina, te se u zakonskom smislu i ne smatra moždanom, već kliničkom smrću.

## Nova saznanja o kliničkoj smrti
Ranije se smatralo da tokom kliničke smrti mozak umiruće osobe potpuno prestaje da radi ili da je njegova aktivnost minimalna, i znatno slabija nego u svesnom stanju. Međutim, rezultati istraživanja na životinjama pokazuju da se u mozgu dešava upravo suprotno — da je aktivnost mozga u trenutku smrti daleko snažnija nego u budnom stanju. Džim Bordžigin, profesorka na Mičigenskom univerzitetu, u svojim istraživanjima je: 
Merenjem elektroencefalogramom (EEG) sprovedenim kod anesteziranih glodara kojima je prethodno izazvan zastoj srca, u periodu od tridesetak sekundi od trenutka kada je srce prestalo da im kucaju registrovala nagli porast i jaku koherenciju u moždanim talasima visokih frekvencija, takozvanim gama oscilacijama.
  Ovi moždani talasi koje je registrovao tim doktorice  Džim Bordžigin, smatraju se osnovom svesti kod ljudi, zaduženih da pomažu u povezivanju informacija iz različitih delova mozga.

## Spoljašnje veze
|  | Molimo Vas, obratite pažnju na važno upozorenje u vezi sa temama iz oblasti medicine (zdravlja). |